# Joseph Shipandeni Shikongo
Joseph Shipandeni Shikongo OMI (* 8. Juli 1948 in Tyeye, Südwestafrika) ist ein namibischer römisch-katholischer Ordensgeistlicher und emeritierter Apostolischer Vikar von Rundu.

## Leben
Shikongo trat der Ordensgemeinschaft der Oblaten der Unbefleckten Jungfrau Maria (OMI) bei und empfing am 20. Dezember 1980 die Priesterweihe. 
Papst Johannes Paul II. ernannte ihn am 14. März 1994 zum Apostolischen Vikar von Rundu und  Titularbischof von Capra. Der Präfekt der Kongregation für die Evangelisierung der Völker, Jozef Kardinal Tomko, spendete ihm am 22. Mai desselben Jahres die Bischofsweihe; Mitkonsekratoren waren Bonifatius Hausiku ICP, Erzbischof von Windhoek, und Ambrose Battista De Paoli, Apostolischer Delegat in Südafrika, Namibia und Botswana, Apostolischer Pro-Nuntius in Lesotho und Apostolischer Nuntius in Swasiland.
Am 16. November 2020 nahm Papst Franziskus das von Shikongo vorgebrachte Rücktrittsgesuch an.